# Valor esperado
Em estatística, especificamente em teoria das probabilidades, o valor esperado, também chamado esperança matemática ou expectância, de uma variável aleatória é a soma do produto de cada probabilidade de saída da experiência pelo seu respectivo valor. Isto é, representa o valor médio "esperado" de uma experiência se ela for repetida muitas vezes. Note-se que o valor em si pode não ser esperado no sentido geral; pode ser improvável ou impossível. Se todos os eventos tiverem igual probabilidade o valor esperado é a média aritmética.

## Definição matemática

### Esperança de uma variável aleatória
Para uma variável aleatória discreta X com valores possíveis {\displaystyle x_{1},x_{2},x_{3},\ldots } e com as suas probabilidades representadas pela função {\displaystyle p(x_{i})}, o valor esperado calcula-se pela série:
{\displaystyle E[X]=\sum _{i=1}^{\infty }x_{i}p(x_{i})}
desde que a série seja convergente.
Para uma variável aleatória contínua X o valor esperado calcula-se mediante o integral de todos os valores da função de densidade {\displaystyle f(x)}:
{\displaystyle E[X]=\int _{-\infty }^{\infty }xf(x)dx}
Generalizando, seja g uma função que toma valores no espaço amostral de X. Então temos:
{\displaystyle E[g(X)]=\sum _{i=1}^{\infty }g(x_{i})p(x_{i})}
e
{\displaystyle E[g(X)]=\int _{-\infty }^{\infty }g(x)f(x)dx}
Deve-se notar que, no caso geral, {\displaystyle \mathbf {E} } não comuta com a função g, ou seja:
{\displaystyle E[g(X)]\neq g(E[X])}

### Esperança de variáveis aleatórias de mais de uma dimensão
Para o caso mais geral de {\displaystyle \mathbf {X} } ser uma variável aleatória de mais de uma dimensão, e com {\displaystyle \mathbf {g} } assumindo valores em um espaço vetorial normado, temos:
{\displaystyle E[\mathbf {g} (\mathbf {X} )]=\sum _{i=1}^{\infty }p(\mathbf {x_{i}} )\mathbf {g} (\mathbf {x_{i}} )}
e
{\displaystyle E[\mathbf {g} (\mathbf {X} )]=\int _{\Omega }\mathbf {g} dP}, em que a integral de Lebesgue é usada.

## Exemplos
- a variável aleatória X dada por p(X = -1) = p(X = 1) = 1/2 tem valor esperado 0.
- a variável aleatória X dada por {\displaystyle p(X=(-10)^{n})=(1/2)^{n}} para n = 1, 2, 3, ... não tem valor esperado.
- Seja um vetor aleatório Y de dimensão nX1, cujos componentes são as variáveis aleatórias {\displaystyle Y_{1},...,Y_{n}}. A esperança de Y, {\displaystyle E[Y]}, é um vetor nX1 cujos componentes são as esperanças das variáveis aleatórias que compunham Y. Ou seja,

{\displaystyle Y={\begin{bmatrix}Y_{1}\\\vdots \\Y_{n}\end{bmatrix}}\rightarrow E[Y]={\begin{bmatrix}E[Y_{1}]\\\vdots \\E[Y_{n}]\end{bmatrix}}}.

## Propriedades do valor esperado
Nas seguintes propriedades, {\displaystyle X,Y} são variáveis aleatórias, {\displaystyle a,b,c} são constantes.
{\displaystyle E(a)=a}
{\displaystyle E(a+X)=a+E(X)}
{\displaystyle E(bX)=bE(X)}
{\displaystyle E(a+bX)=a+bE(X)}
Sejam: x o vetor aleatório N X 1 com valor esperado E(X) e variância  {\displaystyle \sigma ^{2}\cdot I} ; A uma matriz quadrada genérica de dimensão N x X; tr(A) o traço da matriz A. Então, a esperança da variável ao quadrado será:
{\displaystyle E(X^{2})=E(x^{T}Ax)=Var(X)\cdot tr(A)+[E(X)]^{T}\cdot A\cdot E(X)}
E para duas variáveis aleatórias:
{\displaystyle E(X+Y)=E(X)+E(Y)}
{\displaystyle E(a+bX+cY)=a+bE(X)+cE(Y)}
Estas propriedades podem ser generalizadas para qualquer número de variáveis aleatórias.

## Operador esperança
O valor esperado de uma combinação linear de variáveis aleatórias é a combinação linear dos seus valores esperados:
{\displaystyle E[aX+bY]=aE[X]+bE[Y]}
Por esse motivo, a função E[] que associa a cada variável aleatória o seu valor esperado é um operador linear, chamado de operador esperança.

## Esperança do produto
No caso geral, temos que
{\displaystyle E[XY]\neq E[X]E[Y]}
No caso particular de X e Y serem variáveis aleatórias independentes, temos que:
{\displaystyle E[XY]=E[X]E[Y]}

## Esperança condicional
Seja uma variável aleatória {\displaystyle X:{\color {Red}\Omega }\rightarrow \mathbb {R} } e uma sigma-álgebra {\displaystyle {\color {Magenta}\tau }} no espaço amostral {\displaystyle {\color {Red}\Omega }}. A esperança condicional de X, dado {\displaystyle {\color {Magenta}\tau }}, é a variável aleatória {\displaystyle Z:{\color {Red}\Omega }\rightarrow \mathbb {R} } tal que
{\displaystyle Z=E\left[X|{\color {Magenta}\tau }\right]} {\displaystyle =\sum _{i=1}^{n}x_{i}P\left[X=x_{i}|{\color {Magenta}\tau }\right]}.
Esta variável Z tem as seguintes propriedades:
- Z não contém mais informação que a contida em {\displaystyle {\color {Magenta}\tau }:\sigma \left(Z\right)\subset {\color {Magenta}\tau }}. Ou seja, a variável aleatória (que é sempre uma função) {\displaystyle \varpi \rightarrow Z\left(\varpi \right)} é mensurável com relação a {\displaystyle {\color {Magenta}\tau }} (=constante em qualquer subconjunto da partição correspondente a {\displaystyle {\color {Magenta}\tau }}) [1]
- Z satisfaz a relação {\displaystyle E(X(\varpi ).I_{A})} {\displaystyle =E\left[Z\left(\varpi \right).I_{A}\right]\forall A\in {\color {Magenta}\tau }}, onde {\displaystyle I_{A}} é uma variável indicadora, que vale 1 se {\displaystyle \varpi \in A} e 0 se {\displaystyle \varpi \not \in A}.